# Europejskie Stowarzyszenie Archeologów
Europejskie Stowarzyszenie Archeologów (European Association of Archaeologists – EAA) – organizacja powstała w 1994 roku, licząca obecnie ponad 1100 członków z 41 krajów europejskich i pozaeuropejskich. Skupia archeologów i innych współpracujących z archeologią specjalistów. Należą do niej naukowcy, dydaktycy, archeolodzy terenowi, konserwatorzy, muzealnicy i studenci archeologii. W 1999 EAA uzyskała status ciała konsultacyjnego Rady Europy.
Celem organizacji jest przede wszystkim:
- promowanie rozwoju badań archeologicznych i wymiany informacji,
- promowanie ochrony i prezentacji społeczeństwu europejskiego dziedzictwa archeologicznego,
- promowanie właściwych etycznych i naukowych standardów prac archeologicznych.

Organizacja wydaje periodyk European Journal of Archaeology, internetowy newsletter The European Archaeologist oraz organizuje coroczne konferencje. W roku 2006 konferencja EAA odbyła się w Krakowie. Konferencje EAA zazwyczaj gromadzą 600-800 uczestników, stanowiąc najważniejsze wydarzenie naukowe w archeologii europejskiej.
Siedzibą sekretariatu organizacji jest obecnie Praga. Zarząd EAA jest międzynarodowy. Obecnie prezesem jest prof. Anthony Harding z Wielkiej Brytanii. Przedstawicielem Polski w zarządzie EAA jest obecnie prof. Zbigniew Kobyliński. Członkiem międzynarodowej Rady Doradczej periodyku European Journal of Archaeology jest prof. Stanisław Tabaczyński.